# Луцьк Фудз
ПАТ «Луцьк Фудз» – український виробник бакалійної продукції, який спеціалізується на виробництві високоякісних продуктів харчування з 1945 року.
За час свого існування компанія ПАТ «Луцьк Фудз» отримала вітчизняне визнання як виробник корисних і безпечних продуктів харчування незмінно високої якості та стала відповідальним і надійним партнером.
Компанія виготовляє продукцію під власними національними брендами ТМ «Руна» , ТМ «Рідний край» та ТМ «Срібниця», асортимент яких налічує більше 50 SKU.
Продукція компанії ТМ «Руна» повністю сертифікована, виробляється виключно з натуральної сировини, без барвників, без консервантів. В основі рецептур соусів – томатна паста, якість якої підтверджується ДСТУ 3343-89. ТМ «Руна» представлена широкою гамою бакалійної продукції: томатні соуси та пасти, аджики та гірчиці, кетчупи, столові та натуральні оцти, натуральні соуси.
Одним із важливих напрямків діяльності підприємства є випуск продукції під приватними торговими марками. З 2009 року ПАТ «Луцьк Фудз» успішно співпрацює у сфері виробництва private label з найбільшими торгівельними мережами України, Білорусі, партнерами із Західної Європи та Африки. Асортимент продукції під private label налічує більше 40 SKU
На сьогоднішній день у компанії працює 300 висококваліфікованих фахівців у галузі виробництва, постачання та продажів. Досвідчений управлінці приймають важливі маркетингові, виробничі та стратегічні рішення, спрямовані на постійний розвиток та задоволення потреб всіх стейкхолдерів компанії.
Одним з пріоритетних напрямків розвитку ПАТ «Луцьк Фудз» є експорт. Продукцію підприємства можна знайти на 4 континентах у таких країнах, як Республіка Білорусь, Молдова, Латвія, Литва, Естонія, Гамбія, Нідерланди, США, Японія, Іспанія, Чехія, Німеччина, Польща, Грузія, Азербайджан та ін.
Системний контроль якості продукції на всіх етапах виробництва гарантує споживачеві виключно корисну та смачну продукцію.

## Історія
Історія становлення ПАТ «Луцьк Фудз» сягає своїм корінням 1945 року, коли було засновано Луцький міський харчовий комбінат.
У 1963 році на території заводу розпочинається консервне виробництво.
1967 рік дата початку виробництва хрону та гірчиці, зведення будівлі з виробництва виноматеріалів.
У 1976 році до підприємства приєднується макаронна фабрика. У цьому ж році Луцький міський харчовий комбінат змінює назву на «Луцький завод продтоварів». Послідовно відбувається приєднання цехів безалкогольних напоїв в м. Рожище та смт. Торчин.
1979 року розпочинається виробництво безалкогольних напоїв.
За наступні три роки було побудовано цех і освоєно виробництво мінеральних вод, які видобуваються з двох свердловин глибиною 300 м та 900 м девонського водоносного горизонту бережківської серії середньоверхнього кембрію.
3 1997 року підприємство змінило форму власності - створено ВАТ «Луцький завод продтоварів».
У жовтні 1999 року було зареєстровано ТМ «Руна», представлену широкою гамою бакалійної продукції.
У 2001 році за рішенням зборів акціонерів підприємство було перейменовано у ВАТ «Луцьк Фудз»
У 2004 році на підприємстві впроваджено систему управління якістю ДСТУ ISO 9001-2001.
У 2009 році компанія ВАТ «Луцьк Фудз»  отримала від ТЮФ Рейнланд Україна(TÜV Rheinland) сертифікат міжнародного зразка на відповідність системи управління якістю ISO 9001:2008.
2011  - перейменовано назву підприємства ВАТ «Луцьк Фудз» на ПАТ «Луцьк Фудз». Розпочали виготовляти кетчупи та соуси в упаковці той-пак, нову лінійку соусів для дітей від 3-х років та розпочали реалізацію хрону з буряком.
2012  - ПАТ «Луцьк Фудз» отримало оцінку «Відмінно» від Науково-дослідного центру незалежних споживчих експертиз «ТЕСТ» (кетчуп «Шашличний» ТМ «РУНА»).
2014 - повне оновлення дизайну продукції  ТМ «Рідний край». Переведено виробництво натурального оцту у скляну пляшку 0,5 л.
2014 - розпочато виробництво і продаж натуральних соусів у скляній пляшці 235 г, серед яких: «Сацебелі», «Шашличний фірмовий», «Кетча»,  «Лечо», «Чардаш», «Гриль», «З Грибами».
2015 - запуск продукції соусів, пасти, гірчиці та кетчупів для каналу HoReCa
2016 - запуск діжонської гірчиці та майонезного соусу для Експортних клієнтів.
2016 - проведення ребрендингу ТМ “Руна”
2016 - запуск перших справжніх американських соусів “BBQ Smokey” та “BBQ Original” у пляшці 255 г. Запуск кетчупів у дой-паці 300г. – «Шашличний», «Чилі», «Лагідний»

## Асортимент продукції
- ТМ «Руна» представлена широкою гамою бакалійної продукції: томатні соуси та пасти, аджики та гірчиці, кетчупи, столові та натуральні оцти, натуральні соуси.